# Achias gracilis
Achias gracilis är en tvåvingeart som beskrevs av de Meijere 1913. Achias gracilis ingår i släktet Achias och familjen bredmunsflugor. Inga underarter finns listade i Catalogue of Life.